# Return of the Killer A's
Return of the Killer A's är ett samlingsalbum av heavy metalbandet Anthrax. Det släpptes 22 november 1999.

## Låtlista
| Nr  | Titel               | Längd |
| --- | ------------------- | ----- |
| 1.  | Bring the Noise     | 3:26  |
| 2.  | Only                | 4:56  |
| 3.  | Potters Field       | 4:44  |
| 4.  | Ball of Confusion   | 4:33  |
| 5.  | Crush               | 4:20  |
| 6.  | Room for One More   | 4:57  |
| 7.  | Inside Out          | 5:29  |
| 8.  | Hy Pro Glo          | 5:02  |
| 9.  | Fueled              | 4:02  |
| 10. | Among the Living    | 5:16  |
| 11. | Got the Time        | 2:44  |
| 12. | Indians             | 5:40  |
| 13. | Antisocial          | 4:24  |
| 14. | I'm the Man         | 3:02  |
| 15. | Madhouse            | 4:17  |
| 16. | I Am the Law        | 7:58  |
| 17. | Metal Thrashing Mad | 2:43  |